# Saint-Martin-de-Vers
Saint-Martin-de-Vers is een plaats en voormalige gemeente in het Franse departement Lot in de regio Occitanie en telt 119 inwoners (2009). De plaats maakt deel uit van het arrondissement Cahors.

## Geschiedenis
Saint-Martin-de-Vers is op 1 januari 2016 gefuseerd met de gemeente Saint-Cernin tot de gemeente Les Pechs du Vers. 

## Geografie
De oppervlakte van Saint-Martin-de-Vers bedraagt 9,7 km², de bevolkingsdichtheid is dus 12,3 inwoners per km².
De onderstaande kaart toont de ligging van Saint-Martin-de-Vers met de belangrijkste infrastructuur en aangrenzende gemeenten.

## Demografie
Onderstaande figuur toont het verloop van het inwonertal.